# Enciso (kommun i Colombia)
Enciso är en kommun i Colombia.   Den ligger i departementet Santander, i den centrala delen av landet, 270 km nordost om huvudstaden Bogotá. Antalet invånare är 3 989. Arean är 73 kvadratkilometer.
Terrängen i Enciso är bergig åt nordväst, men åt sydost är den kuperad.